# Gotifredo da Castiglione
Gotifredo da Castiglione, detto anche Gotofredo II di Milano o Goffredo, in latino Gotefredus (Castelfiorito, ... – Milano, 1075), è stato un arcivescovo italiano.
Fu nominato arcivescovo di Milano nel 1067, scelto da Enrico IV, imperatore del Sacro Romano Impero, ma ricevette l'ordinazione episcopale soltanto nel 1073, dopo essere stato peraltro scomunicato dal papa come illegittimo.

## Biografia
Nato dalla famiglia valvassoria dei Castiglione, egli era probabilmente figlio cadetto e venne avviato alla carriera ecclesiastica, diventando segretario dell'arcivescovo di Milano Guido da Velate.
L'arcivescovo Guido era osteggiato da molti anni dai patarini che lo accusavano di simonia. Nell'aprile 1067 il corpo di Arialdo, capo spirituale della Pataria scomparso l'estate precedente, fu ritrovato intatto nelle acque del Lago Maggiore presso la rocca arcivescovile di Angera. Portato a Milano dai patarini, il corpo fece scoppiare gravi disordini tra i cittadini e l'arcivescovo Guido che, incolpato di aver fatto catturare e uccidere Arialdo, dovette lasciare la città. Incapace di ristabilire l'ordine e riabilitare la propria figura, Guido decise di uscire di scena abdicando a favore del suo segretario, Gotifredo da Castiglione.
Gotifredo, osteggiato dai patarini come complice di Guido da Velate, si recò in Germania presso l'imperatore Enrico IV, che, come voleva la tradizione, lo investì della sua carica. Tornato a Milano, Gotifredo si vide comunque negare l'accesso alla città dai patarini. Si ritirò quindi nei possedimenti della sua famiglia a Castiglione, e qui raccolse fedeli e alleati per risolvere la disputa con le armi.
Nel frattempo a Milano il capo militare della Pataria, Erlembaldo, aveva organizzato una resistenza armata contro Gotifredo.  Questi, ormai incapace di imporre la propria autorità, venne abbandonato anche da Guido da Velate, che lo accusò di averlo ingannato e tradito estorcendogli la carica di arcivescovo.
Nel gennaio del 1071, dopo più di tre anni di scontri nel contado, Erlembaldo guidò una forza di cittadini in armi contro Gotifredo e lo assediò a Castiglione; ma anche a causa di un incendio che devastò Milano in marzo, gli assedianti furono respinti. In quello stesso anno, il 23 agosto, moriva Guido da Velate e i Milanesi si riunirono in un'assemblea civica per scegliere un nuovo arcivescovo.  Erlembaldo riuscì ad imporre il giovane chierico Attone il quale, anziché chiedere l'investitura imperiale e poi farsi ordinare vescovo dai suoi suffraganei - secondo la prassi secolare -, si fece ordinare dal papa, Alessandro II.
Facendo leva sul rischio di ingerenze esterne nella diocesi ambrosiana, gli avversari della Pataria e delle riforme imposte da Roma guidarono una rivolta della folla contro Attone, che fuggì rifugiandosi a Roma, presso il papa. La reazione del pontefice non si fece attendere e nel marzo 1072 Gotifredo venne scomunicato e deposto.
Il 21 aprile 1073 morì Alessandro II e gli successe il suo segretario Ildebrando da Soana con il nome di Gregorio VII. Al momento della elezione Ildebrando non era ancora neanche prete, quindi fu ordinato e poi costretto ad attendere due mesi per ricevere l'ordinazione episcopale che lo avrebbe confermato come pontefice.  Approfittando di questa vacanza del soglio pontificio, Gotifredo si fece ordinare vescovo dai suoi suffraganei a Novara e avviò, con il sostegno militare di Enrico IV, una campagna volta alla conquista dei territori arcivescovili a nord di Milano. Gotifredo occupò la rocca di Brebbia, dove pose il suo quartier generale, ma fallì nel conquistare Lecco e la sponda orientale del Lario.
Messo in scacco dalle forze milanesi, nel settembre di quell'anno Gotifredo fu abbandonato da Enrico IV, che, in un momento di trattativa con il papa, propose perfino di riconoscere il legittimo arcivescovo di Milano in Attone, ormai stabilitosi a Roma.  Ormai abbandonato anche dai suoi alleati, Gotifredo morì due anni più tardi, nel 1075.